# Lobithelphusa
Lobithelphusa is een geslacht van kreeftachtigen uit de klasse van de Malacostraca (hogere kreeftachtigen).

## Soort
- Lobithelphusa mexicana Rodríguez, 1982